# روبرتو توزی
روبرتو توزی (انگلیسی: Roberto Tozzi؛ زادهٔ ۱۷ دسامبر ۱۹۵۸) ورزشکار دو و میدانی اهل ایتالیا است.